# 保克什区
保克什区（匈牙利語：Paksi járás），是匈牙利托尔瑙州的一个区，总面积836.00平方公里，总人口49,433人（2011年），人口密度59人/平方公里。中心城市为保克什。

## 市镇
保克什区包含两个城镇、一个大村和12个村庄。